# Gerhard Best
Gerhard Best (* 9. April 1957 in Werl) ist ein katholischer Theologe, Glockensachverständiger des Erzbistums Paderborn, Domkapitular und Autor.

## Leben
Nach dem Abitur 1977 am Mariengymnasium Werl studierte Best an der theologischen Fakultät in Paderborn Theologie und Philosophie. Von 1982 bis 1988 war er hauptamtlicher Küster an der Propsteikirche St. Walburga in Werl. Von 1988 bis 1990 besuchte er das Priesterseminar in Paderborn, wo er am 2. Juni 1990 zum Priester geweiht wurde. Gerhard Best wurde mit der Dissertation Glocken und Läuten in Westfalen promoviert. Seine Zeit als Vikar verbrachte er in Hamm, wo er zusätzlich auch als Krankenhausseelsorger arbeitete. 1993 wurde er Pfarrvikar in Barge. Später war er Pfarrer am Möhnesee und in Lippetal.
Vom 1. September 2019 bis zum 1. November 2024 war Best Wallfahrtsleiter in Werl und ist weiterhin als Wallfahrtsseelsorger in der Marienwallfahrt tätig. Er war bis 2021 Dechant des Dekanates Hellweg und war stellvertretender Vorsitzender des Priesterrates in Paderborn. Seit Februar 2015 ist er Mitglied des Paderborner Metropolitalkapitels, der emeritierte Paderborner Erzbischof Hans-Josef Becker ernannte ihn zum nichtresidierenden Domherrn.
Seit 1977 ist er zusammen mit Theo Halekotte Glockensachverständiger im Erzbistum Paderborn, seit 1994 in leitender Funktion. Er steuert die genauen Beschreibungen der Geläute und deren Einordnung für das Diözesanmuseum in Paderborn bei.
Seine Glockengutachten sind Voraussetzung für eventuelle Restaurierungen an Turm oder Glockenstuhl. Er publizierte mehrere Beiträge im Jahrbuch für Glockenkunde.
Im Januar 2023 wurde ihm durch Papst Franziskus der Ehrentitel Monsignore verliehen. Die Übergabe der Urkunde erfolgte am 11. Januar 2023.

## Veröffentlichungen
- 350 Jahre Marienwallfahrt Werl. Bonifatius, Paderborn 2011, ISBN 978-3-89710-482-2.
- Wallfahrt und Heiligenverehrung in Werl. Hrsg. vom Landschaftsverband Westfalen-Lippe, Landesbildstelle. Landschaftsverband Westfalen-Lippe, Münster 1990, ISBN 3-923432-24-0.
- Neue Heiligenkulte in Westfalen. Coppenrath, Münster 1983, ISBN 3-88547-190-6 (Beiträge zur Volkskultur in Nordwestdeutschland).
- Glocken und Läuten in Westfalen: dargestellt an den Kirchspielen und Kirchengemeinden des heutigen Dekanates Werl. 1994.
- Gerhard Best, Theo Halekotte: Glocken und Läuten in Ense. Verlag Gemeinschaft zur Pflege Heimischen Brauchtums im Kirchspiel Bremen, 1986.
- Wallfahrt und Heiligenverehrung in Werl, Unterricht in westfälischen Museen. Sonderreihe: Exkursionsführer Heft 2. Hrsg. Landschaftsverband Westfalen-Lippe, 1990, ISBN 3-923432-24-0